# Stop stop stop
Stop stop stop is een single van de Britse popgroep The Hollies.

## Het nummer
Het nummer was geschreven door Allan Clarke, Tony Hicks en Graham Nash, drie leden van de groep, en werd in twee sessies, 20 juni en 17 augustus 1966, opgenomen in de Abbey Road Studios in Londen. Het plaatje kwam op 7 oktober 1966 uit in het Verenigd Koninkrijk. en in de weken daarna in een groot aantal andere landen, in Nederland op 5 november 1966.
Op 25 februari 1967 verscheen in de Verenigde Staten en Canada een langspeelplaat van The Hollies met de titel Stop! Stop! Stop!, met Stop stop stop als laatste nummer op de B-kant. De lp bevat dezelfde nummers in dezelfde volgorde als de lp For certain because, die op 9 december 1966 in het Verenigd Koninkrijk was verschenen. Het gebeurde in die tijd zelden dat de Engelse en de Amerikaanse editie van een album identiek waren.
Stop stop stop was de opvolger van After the fox, de titelsong van de film Caccia alla volpe, die The Hollies samen met Peter Sellers hadden opgenomen. After the fox was geen hit geworden.

## Onderwerp
De ik-figuur kijkt naar een buikdanseres in een club. Hij raakt opgewonden, vliegt haar om de hals – en wordt naar buiten gewerkt door een uitsmijter.
De melodie van het nummer vertoont veel overeenkomst met een eerder nummer van The Hollies, Come on back, de achterkant van We're through uit 1964. Dat staat op naam van L. Ransford, een pseudoniem voor Clarke, Hicks en Nash. Stop stop stop was het eerste nummer waarbij ze hun echte namen gebruikten.

## Bezetting
De bezetting van het nummer was:
- Allan Clarke, zang en mondharmonica
- Tony Hicks, zang, leadgitaar, banjo
- Graham Nash, zang, slaggitaar
- Bobby Elliott, drums
- Bernie Calvert, basgitaar, piano

## Hitnoteringen
Het plaatje haalde de tweede plaats in de Britse UK Singles Chart en de zevende in de Amerikaanse Billboard Hot 100.
In Nederland haalde het de vierde plaats in de Nederlandse Top 40 en de vijfde plaats in de Parool Top 20. In de hitparades van Vlaanderen en Wallonië (sinds 1995 de Ultratop 50 Singles (Vlaanderen) en de Ultratop 50 Singles (Wallonië)) kwam het plaatje tot de 8e, respectievelijk de 23e plaats. In de Duitse Musikmarkt Top 100 haalde het de vierde plaats.

### Nederlandse Top 40
| Hitnotering: 5-11-1966 t/m 21-1-1967 | Hitnotering: 5-11-1966 t/m 21-1-1967 | Hitnotering: 5-11-1966 t/m 21-1-1967 | Hitnotering: 5-11-1966 t/m 21-1-1967 | Hitnotering: 5-11-1966 t/m 21-1-1967 | Hitnotering: 5-11-1966 t/m 21-1-1967 | Hitnotering: 5-11-1966 t/m 21-1-1967 | Hitnotering: 5-11-1966 t/m 21-1-1967 | Hitnotering: 5-11-1966 t/m 21-1-1967 | Hitnotering: 5-11-1966 t/m 21-1-1967 | Hitnotering: 5-11-1966 t/m 21-1-1967 | Hitnotering: 5-11-1966 t/m 21-1-1967 | Hitnotering: 5-11-1966 t/m 21-1-1967 |     |
| Week:                                | 1                                    | 2                                    | 3                                    | 4                                    | 5                                    | 6                                    | 7                                    | 8                                    | 9                                    | 10                                   | 11                                   | 12                                   |     |
| ------------------------------------ | ------------------------------------ | ------------------------------------ | ------------------------------------ | ------------------------------------ | ------------------------------------ | ------------------------------------ | ------------------------------------ | ------------------------------------ | ------------------------------------ | ------------------------------------ | ------------------------------------ | ------------------------------------ | --- |
| Positie:                             | 28                                   | 14                                   | 7                                    | 5                                    | 5                                    | 4                                    | 7                                    | 10                                   | 12                                   | 16                                   | 21                                   | 40                                   | uit |

### Parool Top 20
| Hitnotering: 5-11-1966 t/m 14-1-1967 | Hitnotering: 5-11-1966 t/m 14-1-1967 | Hitnotering: 5-11-1966 t/m 14-1-1967 | Hitnotering: 5-11-1966 t/m 14-1-1967 | Hitnotering: 5-11-1966 t/m 14-1-1967 | Hitnotering: 5-11-1966 t/m 14-1-1967 | Hitnotering: 5-11-1966 t/m 14-1-1967 | Hitnotering: 5-11-1966 t/m 14-1-1967 | Hitnotering: 5-11-1966 t/m 14-1-1967 | Hitnotering: 5-11-1966 t/m 14-1-1967 | Hitnotering: 5-11-1966 t/m 14-1-1967 | Hitnotering: 5-11-1966 t/m 14-1-1967 | Hitnotering: 5-11-1966 t/m 14-1-1967 |
| Week:                                | 1                                    | 2                                    | 3                                    | 4                                    | 5                                    | 6                                    | 7                                    | 8                                    | 9                                    | 10                                   | 11                                   |                                      |
| ------------------------------------ | ------------------------------------ | ------------------------------------ | ------------------------------------ | ------------------------------------ | ------------------------------------ | ------------------------------------ | ------------------------------------ | ------------------------------------ | ------------------------------------ | ------------------------------------ | ------------------------------------ | ------------------------------------ |
| Positie:                             | 13                                   | 10                                   | 5                                    | 5                                    | 5                                    | 5                                    | 8                                    | 9                                    | 10                                   | 16                                   | 20                                   | uit                                  |

## Cover
Rita Pavone nam het nummer in 1967 op in het Italiaans voor haar album Ci vuole poco.
Stop! Stop! Stop! van VIA Gra is een ander nummer.